# Институт проблем экологии и эволюции имени А. Н. Северцова РАН
Институт проблем экологии и эволюции имени А. Н. Се́верцова (ИПЭЭ) РАН — научно-исследовательский институт Российской академии наук, занимающийся проблемами общей и частной экологии животных, биоразнообразия, поведения и эволюционной морфологии животных, а также разрабатывающий рекомендации по охране природы.
Полное название: Федеральное государственное бюджетное учреждение науки «Институт проблем экологии и эволюции имени А. Н. Северцова Российской академии наук»

## История
Основан в 1921 году как Центральная биологическая станция Народного комиссариата просвещения РСФСР.
В 1922—1924 — Государственный научно-исследовательский биологический институт имени К. А. Тимирязева.
В 1924—1930 — Государственный научно-исследовательский институт по изучению и пропаганде научных основ диалектического материализма (Тимирязевский институт — хотя Тимирязев был позитивистом).
Институт был в системе учреждений Коммунистической академии, но подчинён Учёному комитету ЦИК СССР (1929—1932).
В 1930 году переименован в Биологический институт имени К. А. Тимирязева Коммунистической Академии.
В 1936 году преобразован в Институт общей биологии АН СССР имени К. А. Тимирязева.

### Институт в современном здании

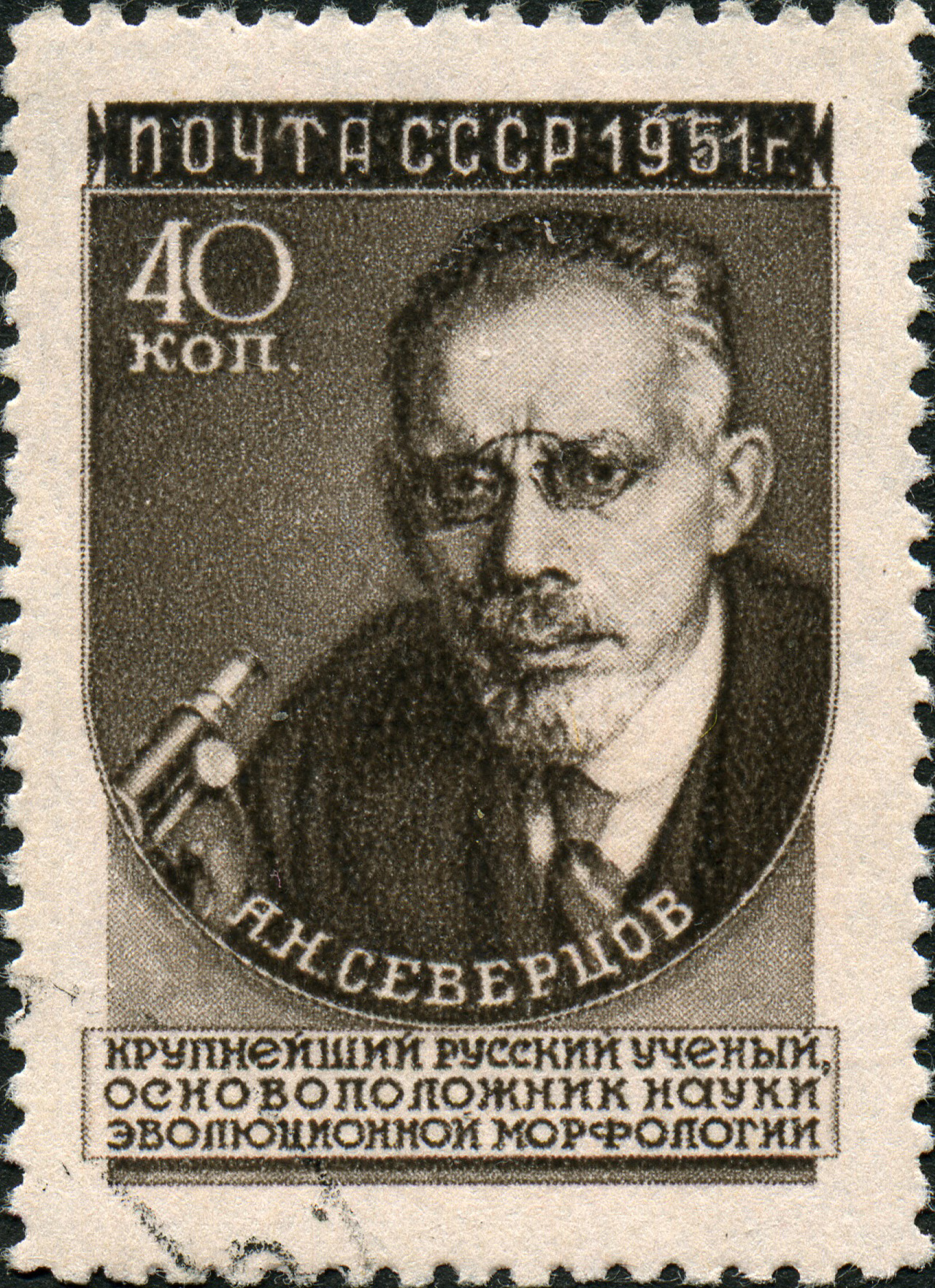
А. Н. Северцов

5 октября 1934 г. — Институт был образован в современном виде институт был создан на базе Лаборатории эволюционной морфологии АН СССР, основанной академиком А. Н. Северцовым, который и был его первым директором, а его заместителем — академик А. А. Борисяк. Затем институт переехал в здание на Большой Калужской улице (ныне Ленинский проспект, дом 33) и был преобразована в Институт эволюции животных (ИЭЖ АН СССР).
В составе Института были:
- сектор морфологии современных животных (А. Н. Северцов)
- сектор палеозоологии (А. А. Борисяк).

В сектор морфологии современных животных вошли 7 отделов: филогенеза (заведующий — В. В. Васнецов); онтогенеза (заведующий — Б. С. Матвеев); эволюции домашних животных (заведующий — С. Н. Боголюбский); функциональной морфологии (заведующий — А. А. Машковцев); эволюционной биологии (заведующий — С. А. Северцов); морфологии беспозвоночных (заведующий — Д. М. Федотов); органогенеза и филогенетики (заведующий — И. И. Шмальгаузен). В сектор палеозоологии вошли два отдела: отдел филогенеза (заведующий — А. А. Борисяк) и отдел палеобиологии (заведующий — Р. Ф. Геккер).
В декабре 1934 г. на Общем собрании Академии наук СССР название института было скорректировано и утверждено как Институт эволюционной морфологии и палеозоологии (ИЭМП АН СССР).
24 сентября 1936 г., в день 70-летия А. Н. Северцова, ЦИК СССР, в ознаменование заслуг Алексея Николаевича, вынес постановление о присвоении ИЭМП его имени.
5 декабря 1936 г. президиумом АН СССР было принято решение о разделении ИЭМП на два института — Институт эволюционной морфологии (ИЭМ АН СССР) им. А. Н. Северцова и Палеонтологический институт (ПИН АН СССР), в который был также включён переведённый из Ленинграда Палеозоологический институт АН СССР.
В состав ИЭМ была включена зоологическая часть Института общей биологии им. К. А. Тимирязева АН СССР, включая лабораторию эволюционной физиологии ставшего заместителем директора ИЭМ (в 1936—1944 гг.) профессора Х. С. Коштоянца и лабораторию общей онтогении животных, основанную бывшим директором Института общей биологии им. К. А. Тимирязева профессором Б. П. Токиным. (Ботаническая часть была включена в переведенный из Петербурга Институт физиологии растений им. К. А. Тимирязева РАН.)
В результате реорганизации в Институте эволюционной морфологии стало три сектора: экспериментальной морфологии (заведующий — академик И. И. Шмальгаузен), эволюционной морфологии (заведующий — профессор Б. С. Матвеев), эволюционной физиологии (заведующий — профессор Х. С. Коштоянц).
После смерти А. Н. Северцова директором ИЭМ имени А. Н. Северцова был назначен последний директор Института общей биологии имени К. А. Тимирязева зав. сектором экспериментальной морфологии ИЭМ академик И. И. Шмальгаузен, под руководством которого разрабатывались проблемы филогенеза, эволюционной морфологии, эмбриологии и физиологии животных. В этот период ИЭМ им. А. Н. Северцова АН СССР стал центром исследований закономерностей эволюционного процесса в мире животных.
В 1948 году Институт эволюционной морфологии АН СССР был слит с Институтом цитологии, гистологии и эмбриологии АН СССР, в результате слияния был образован Институт морфологии животных им. А. Н. Северцова (ИМЖ АН СССР).
В 1967 году Институт морфологии животных был вновь разделён на:
- Институт эволюционной морфологии и экологии животных им. А. Н. Северцова (ИЭМЭЖ АН СССР) под руководством профессора В. Е. Соколова, был директором Института (1967—1998).
- Институт биологии развития, который возглавил академик Б. Л. Астауров.

В 1994 году вследствие концентрации фундаментальных исследований на проблемах экологии, эволюции и биоразнообразия Институт был переименован в Институт проблем экологии и эволюции имени А. Н. Северцова РАН.

## Современный институт
В Институте 2 филиала, 42 научно-исследовательских лабораторий и групп, Российско-Монгольская комплексная биологическая экспедиция, Тропическое отделение, Центр кольцевания птиц, Кабинет электронной микроскопии, виварий, аквариальные (пять пресноводных, а в 2021 планируется и морская)и 9 биологических станций в различных регионах страны.
В структуру Института входит ряд проблемных советов РАН, секретариаты Национального Комитета биологов России, Териологического общества, Комиссии РАН по сохраненнию биологического разнообразия, Научного совета по экологии биологических систем, Научного совета по гидробиологии и ихтиологии и др.
В 2010 году в Институте работало 5 академиков РАН, 3 члена-корреспондента РАН, 30 профессоров, 90 докторов и 173 кандидата наук.
Ежегодно сотрудники Института публикуют 30 книг и 600—700 статей по фундаментальным проблемам биологии и экологии. Некоторые из них (около 10 книг и 300 статей) публикуются в международных издательствах и научных журналах.
Институт координирует исследования в рамках трех Федеральных программ по биологическому разнообразию:
- Основы мониторинга биоразнообразия
- Сохранение редких и исчезающих видов растений и животных и видов, имеющих ресурсное обеспечение
- Оценка последствий воздействий чужеродных видов на структуру, продуктивность и биоразнообразие экосистем России

### Структура
В 2025 году в институте действовали:
СЕКТОР МОРФО-ФИЗИОЛОГИЧЕСКИХ АДАПТАЦИЙ
- Лаборатория экологии, физиологии и функциональной морфологии высших позвоночных (Ивлев Ю. Ф.)
- Лаборатория сенсорных систем позвоночных (Попов В. В.)
- Лаборатория микроэволюции млекопитающих (Лавренченко Л. А.)
- Лаборатория проблем эволюционной морфологии (Смирнов С. В.)

СЕКТОР ЭКОЛОГО-ЭТОЛОГИЧЕСКИХ АДАПТАЦИЙ
- Лаборатория поведения низших позвоночных (Павлов Д. С.)
- Лаборатория поведения и поведенческой экологии млекопитающих (Рожнов В. В.)
- Лаборатория сравнительной этологии и биокоммуникации (Суров А. В.)
- Лаборатория популяционной экологии (Чабовский А. В.).
- Лаборатория экологии и управления поведением птиц (Силаева О. Л.)

СЕКТОР ОБЩИХ ПРОБЛЕМ ЭКОЛОГИИ
- Лаборатория экологии низших позвоночных (Голубцов А. С.)
- Лаборатория морфологии и экологии морских беспозвоночных (Бритаев Т. А.)
- Лаборатория синэкологии (Макарова О. Л.)
- Лаборатория биогеоценологии им. В. Н. Сукачева (Курбатова Ю. А.)
- Лаборатория исторической экологии (Савинецкий А. Б.)
- Лаборатория экологии аридных территорий (Бажа С. Н.)
- Лаборатория почвенной зоологии и общей энтомологии (Тиунов А. В.)
- Лаборатория изучения экологических функций почв (Гонгальский К. Б.)
- Лаборатория эколого-климатических исследований (Мамкин В. В.)
- Лаборатория эволюционной трофологии (Касас Э. Ж.)

СЕКТОР ЭКОЛОГИЧЕСКОЙ БЕЗОПАСНОСТИ
- Лаборатория экологического мониторинга регионов АЭС и биоиндикации (Крысанов Е. Ю.)
- Центр безопасности биосистем (Румак В. С.)
- Лаборатория аналитической экотоксикологии (Бродский Е. С.)
- Лаборатория тропических технологий (Карпов В. А.)
- Лаборатория экологии водных сообществ и инвазий (Дгебуадзе Ю. Ю.)
- Научно-информационный центр кольцевания птиц
- Лаборатория сохранения биоразнообразия и использования биоресурсов (Ильяшенко В. Ю.)
- Лаборатория инновационных технологий (Ушакова Н. А.)

МЕЖЛАБОРАТОРНЫЕ КАБИНЕТЫ
- Электронной микроскопии (Хацаева Р. М.)
- Методов молекулярной диагностики (Холодова М. В.)
- Биоинформатики и моделирования биологических процессов (Петросян В. Г.)
- Методов дистанционного зондирования Земли и тематического дешифрирования в экологии (Мордвинцев И. Н.)

## Дирекция
- Директор — Найденко, Сергей Валериевич, профессор РАН[2]
- Научный руководитель — Павлов, Дмитрий Сергеевич, академик РАН

Заместители директора по научной работе:
- Карпов, Валерий Анатольевич, д.т. н.
- Суров, Алексей Васильевич, член-корреспондент РАН
- Тиунов, Алексей Владимирович, член-корреспондент РАН